# Opel GT Concept
Der Opel GT Concept ist ein Konzeptfahrzeug des Herstellers Opel aus dem Jahr 2016.

## Überblick
Das Fahrzeug wurde auf dem Genfer Auto-Salon 2016 vorgestellt. Es sollte als Neuauflage des Opel GT fungieren. Der Wagen wird mit Hinterradantrieb betrieben. Bei dem Prototyp werden durch Einsatz moderner Technik keine Rückspiegel und keine Türgriffe verwendet. Die Sitzreihe ist fest montiert und der Fahrer kann das Lenkrad und die Pedale verstellen. Zur Vorstellung besaß der Wagen keinen Motor und wurde durch ein Elektro-Hilfsaggregat betrieben. Opel plante die Verkaufsversion mit einem 145-PS-Dreizylindermotor auszustatten, der einen Liter Hubraum haben soll.
Das Fahrzeug ist mit einem LED-Matrix-Licht ausgestattet und hat Sportsitze. Das Lenkrad ist U-förmig und hat Schaltwippen. Die nicht vorhandenen Außenspiegel werden durch Kameras ersetzt, deren Bilder jeweils links und rechts neben dem Tachometer angezeigt werden.